# Prince’s Bay

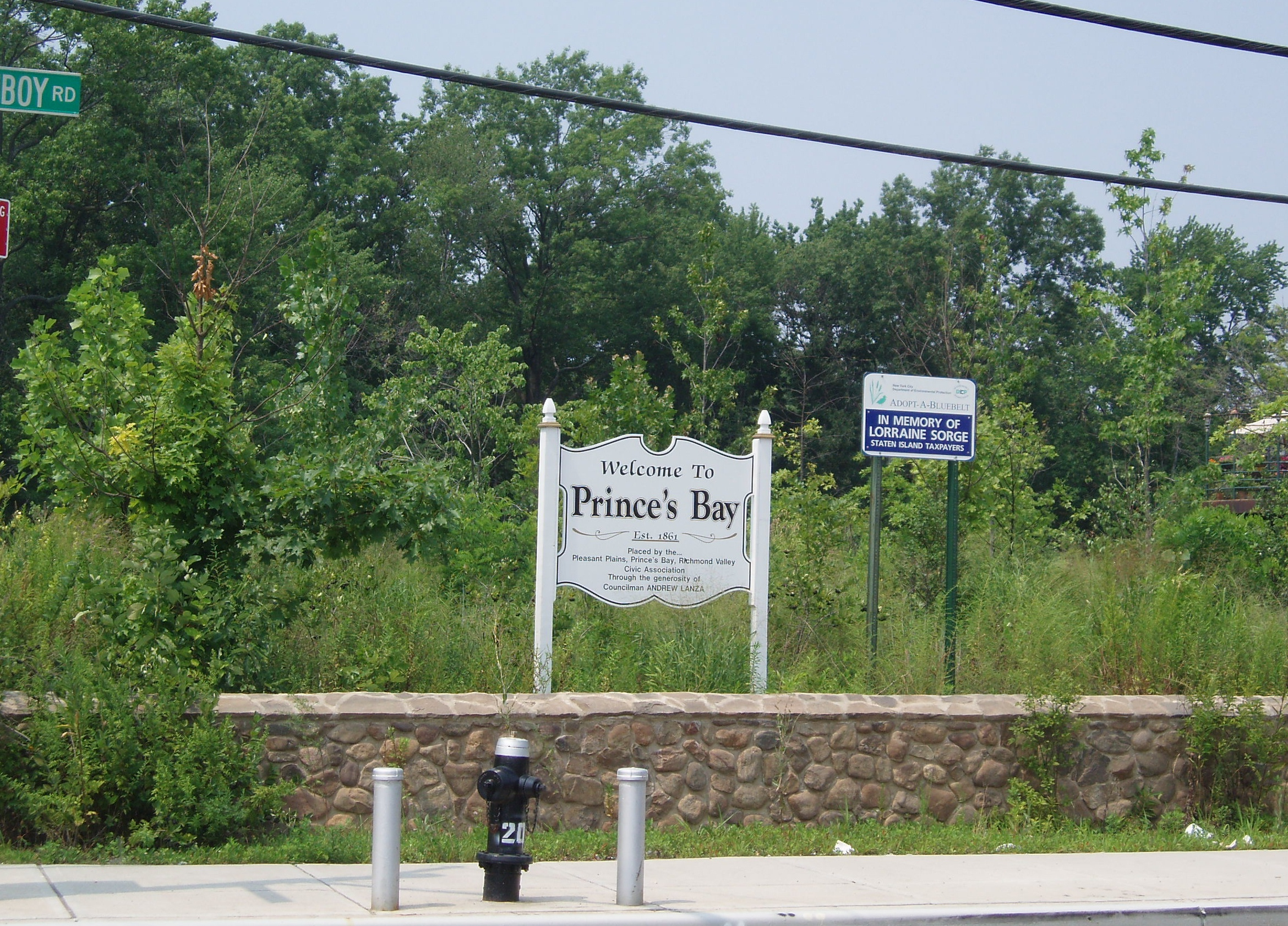
Willkommensschild in Prince's Bay, Staten Island, New York City

Prince's Bay ist ein Stadtviertel an der Südküste des Stadtbezirks (Borough) Staten Island, New York City.

## Lage
Prince's Bay grenzt im Norden an Huguenot, im Westen an Pleasant Plains und im Süden an die Raritan Bay. Die Gegend ist durch den Staten-Island-Railway-Bahnhof Prince's Bay sowie Buslinien erschlossen. Zu den markanten Naturflächen gehören Wolfe’s Pond Park und Lemon Creek Park.

## Demografie
Prince's Bay ist ein vorwiegend wohlhabendes Wohnviertel mit vielen Einfamilienhäusern. In den letzten Jahrzehnten wurden zahlreiche hochwertige Wohnanlagen am Wasser errichtet, wodurch das Viertel zu den gefragteren Gegenden der South Shore zählt.

## Geschichte
Ursprünglich war Prince's Bay ein Fischerdorf, dessen Austern überregional bekannt waren und bis nach London exportiert wurden. Die Austernindustrie endete im frühen 20. Jahrhundert aufgrund von Wasserverschmutzung. Die Entwicklung des Viertels beschleunigte sich ab 1860 mit dem Ausbau der Staten Island Railway, wodurch Prince's Bay besser an den Rest der Insel angebunden wurde.

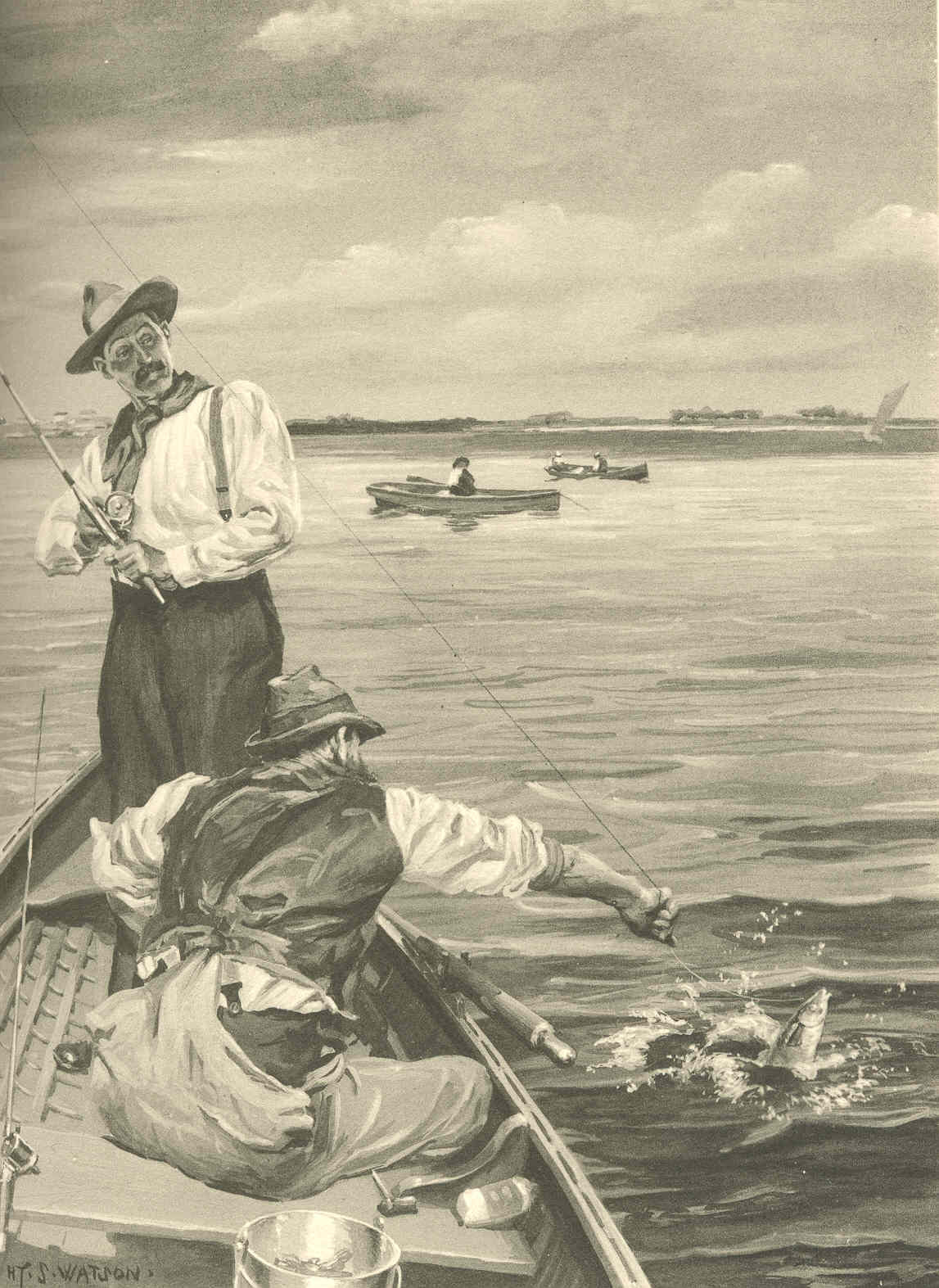
Prince's Bay, Staten Island – Angeln mit Köder und Rute von kleinen Booten auf Meerforellen (1907)

Zu den historischen Bauwerken zählen das Abraham Manee House (erbaut ab 1670 durch französische Hugenotten) und die Seguine Mansion, beide blieben als bedeutende Zeugnisse der Siedlungsgeschichte erhalten.

## Berühmte Persönlichkeiten
Zu den bekanntesten Persönlichkeiten mit Bezug zu Prince's Bay zählt der katholische Priester John Christopher Drumgoole, Gründer des Missionswerks Mount Loretto, das bis heute eine wichtige soziale Einrichtung ist.
Der Musiker Keith Richards, Gründungsmitglied der Rolling Stones, besaß in den 1980er Jahren ein Haus in Prince's Bay. Seine Ehefrau Patti Hansen stammt von Staten Island.
Auch Mitglieder der Doo-Wop-Band The Elegants, bekannt durch den Hit „Little Star“, stammen aus der Gegend.